# Howard Kelly
Howard Kelly (Camden, New Jersey, 20. veljače 1858. – Baltimore, Maryland, 12. siječnja 1943.), američki pisac, pedagog i ginekolog.

## Životopis
Howard Atwood Kelly bio je američki ginekolog, profesor i pisac te jedan od “Četvorice velikih doktora” (“Big Four Doctors”), profesora, liječnika i utemeljitelja najsuvremenije američke bolnice sve do danas, Johns Hopkins Hospital u Baltimoru, Maryland.

### Mladost
Howard se rodio 20. veljače 1858. u mjestu Camden, u saveznoj državi SAD New Jerseyu. Otac mu je bio Henry Kuhl Kelly, uspješan dobavljač šećera a majka Louisa W. Hard, kći episkopalnoga pastora. Već od rane mladosti pokazivao je zanimanje za znanost, naročito za biologiju i botaniku. Tu znatiželjnost poticala je i njegova majka, koja je često pozivala kući članove filadelfijskih znanstvenih udruženja, da bi tako mogla ostati u obitelji, te tamo posredovala znanje Howardu i njegovoj braći, kojih je bilo zajedno s njime devetoro.

### Uspon
Na školovanje je otišao na Sveučilište u Pennsylvaniji, gdje je diplomirao 1877.  i postigao doktorat iz medicine 1882. godine. Nekoliko godina je bio član medicinskog fakulteta na Sveučilištu McGill. Kad je usavršio svoju zdravstvenu naobrazbu, otišao je u Kensington, gdje je prakticirao ginekologiju. Kelly je posjećivao najbolje liječnike trbušnih i karličnih operacija u Europi, naročito Pasteura i Listera. 

1888. se vratio na Pennsylvanijsko sveučilište, da bi postao izvanredni profesor porodništva; u to vrijeme je u Filadelfiji ustanovio Kensingtonsku žensku bolnicu.

1888 je bio Kelly već odličan mlad porodničar te je pomogao osnivanje medicinskog fakulteta na Johns Hopkins University u Baltimoru. Na prvom zborovanju američkog Ginekološkog udruženja je objavio, da je izvršio prvi uspješni carski rez u Filadelfiji u zadnjih 51 godina. To znači, da je preživjela operaciju također majka, što nam govori, da je bio jedini uspješno obavljeni carski rez pola vijeka ranije! Većina slušatelja izlaganja nikada nije ni pokušala izvršiti carski rez, jer se u ono doba taj postupak redovno završavamo majčinom smrću.

Godine 1889. je u starosti 31 bio već poznat kao prvi profesor ginekologije i porodništva na Johns Hopkins University i ginekološki kirurg na Johns Hopkins Hospitalu. Drugi "Četvorica Velikih doktora (Big Four Doctors)" ustanovitelji su bili: profesor medicine Osler, općenito poznat po Pennsylvaniji godine 1889; profesor kirurgije Halsted; kao i Welch, profesor za patologiju. Za vrijeme svog 30-godišnjeg rada na Hopkinsu je stvorio nove kirurške pristupe ženskim bolestima te pronašao brojna zdravstvena pomagala, uključeno s cistoskopom. Bio je jedan prvih, koji je uporabio radij za liječenje raka, a to s osnivanjem Kellyjeve klinike u Baltimoreu, koja je postala jedno od glavnih središta u državi za radioterapiju u ono vrijeme, ali i danas ona ima najviše zaposlenih u Baltimoru.

Među njegovim važnijim pronalascima je uporaba katetera s voštanim krajem za otkrivanje kamenaca maternice i za praćenje operacije kile.

## Osobni život
S Leticijom Bredow, kćerkom profesora Justa Bredowa vjenčao se 1889. godine; imali su devetoro djece.
Kelly je bio pobožan evangeličko-protestantski kršćanin te je bio poznat po svom javnom ispovijedanju vjere. Kelly je bio neko vrijeme poslovođa kod Moody Bible Institute, te je napisao članak s naslovom A scientific man and the Bible: A Personal Testimony, gdje je izrazio svoja najosobnija uvjerenja, također o Isusovu božanstvu. To je objavio u prvom svesku knjige The Fundamentals, što je temeljno djelo kršćanskog nauka. Nastavak je napisao 1926. godine pod naslovom Kako proučavam sveto pismo.
Zanimljivo, da je on kao uvjereni kršćanin, bio prijatelj pisca Menckena, ateista - te se na njegovo pisanje često pozivao.

### Priča o čaši mlijeka
Priča o čaši mlijeka je nastala oko 1890.; jer su je dosta puta pripovijedali i prepisivali, su je prema potrebi dopunjavali i obojili malo romantički; danas je poznato više inačica. U jezgri pak jeste istinita. Govori naime o tome, da je liječio besplatno neku djevojku,koja mu je dala umjesto zamoljene čaše vode čašu mlijeka, kad je bio »satrven i očajan« mnogo godina prije nego što je postao imućan i slavan. U istinu Kelly nikada nije bio »satrven i očajan«, jer njegova vjera je bila uvijek čvrsta. Činjenica, da je liječio gratis djevojku, koja mu je nekada iskazala dobročinstvo, nije bila iznimka:  75% svojih kirurških zahvat je obavio besplatno, dok je bogataše dobro oderao.  Ne samo da je većinu liječio za badava – plaćao im je također patronažne sestre, koje su ih ili doma ili u njegovoj privatnoj bolnici posjećivale i njegovale. Za siromašnije bolesnike – tada naime u Sjedinjenim Državama – kao ni kod nas – još nije bilo zdravstvenoga osiguranja – je osnovao posebnu bolnicu, koju je sam plaćao.

## Djela
Objavio je oko 300 članaka po zdravstvenim časopisima i izdanjima. Zajedno s liječnikom C. P. Nobleom napisao je: 
- Gynecology and Abdominal Surgery (I. dio 1907.; II. dio 1908.)  Gynecology and abdominal surgery
- Operative Gynecology (dva sveska, 1899.)
- The Vermiform Appendix and its Diseases (1905., 1909.)
- Walter Reed and Yellow Fever (1906., 1907.)
- Medical Gynecology (1908.)
- Myomata of the Uterus, s T. S. Cullenom (1909.)
- Cyclopedia of American Medical Biography (1912.)
- American Medical Botanists (1913.)
- Diseases of the Kidneys, Ureters, and Bladder, s C. F. Burnam-om, (dva djela, 1914.)
- American Medical Biographies s Walter L. Burrage-jem (1920.), 2. izd. Cyclopedia of American Medical Biography
- Dictionary of American medical biography; lives of eminent physicians of the United States and Canada, from the earliest times s Walter L. Burrage-om (1928.), 3. izd. Cyclopedia of American Medical Biography
- Electrosurgery, s Grant E. Ward-om (1932.)

### Priznanja
Dostignuća na njegovim posebnim područjima su mu donijela mnoga priznanja. Primio je počasni naziv doktora prava (LLD) od Aberdeenskog sveučilišta i Vašingtonskog sveučilišta u Leeju, kako i Pennsylvanijskog sveučilišta; bio je predsjednik Southern Surgical and Gynecological Society 1907 kao i American Gynecological Society 1912. Bio je suradnik ili počasni član porodiljskih, akušerskih i ginekoloških udruženja u Engleskoj, Škotskoj, Francuskoj, Njemačkoj, Austriji i Italiji.
Po njemu je imenovana onkološka služba »The Johns Hopkins Kelly Gynecologic Oncology«.
1943. godine su u SAD-u »krstili« savezničku lađu imenom »Howard A. Kelly«.

## Smrt i ostavština
Glede kršćanstva nije imao sumnji, iako bismo to mogli zaključiti iz priče o čaši mlijeka. Vjera mu je bila naime nešto tako prirodno kao što je nama disanje. Svoje osobno uvjerenje je potvrđivao također svojim djelima. Ne samo, da je tri četvrtine svojih bolesnika liječio besplatno – (ali je zato bogataše dobro oderao!); pored toga je 30% svojih primanja namijenio za brojne dobrotvorne ustanove kao što je dječački tabor, sirotište ili bolnica. Kad je umirao u starosti od 85 godina, u smrtnim satovima svoje žene, je bio savršeno povezan s Isusom i spreman za raj. Zadnje njegove riječi su bile: »Sestro, moje sveto pismo!«
Kelly je umro u Baltimoreu dana 12. siječnja 1943. Njegova žena, rođena kao Laetitia Bredon, je umrla stara 53 godine, u istoj sobi samo jedna vrata naprijed u Union Memorial Hospital-u kakvih šest sati kasnije. Preživjelo ih je njihovo devetoro djece, koji su većinom postali liječnici. Pokopan je na Woodlawn Cemetery u Woodlawnu, Baltimore County, Maryland, SAD

Kelly je umro kao zadnji od “Četiri doktora” (“The Four Doctors”), koje je naslikao slikar Singer Sangent 1907 i jedini, koga je u zdravstvenom pozivu naslijedio netko od njegove djece.

### Eponimi
- 'Kellyjev znak' [18] - Ako odvod urina pritisnemo arterijskim kliještama, se savije slično kao zmija ili crv.
- 'Kellyjev spekul' [19]- Proktoskop ili rektalni spekulum, sprava cjevastog oblika i opremljena zatvaračem (zatvarajućim diskom ili obturatorom).
- 'Kellyjeva kliješta' [20]- Velika kemostatička kliješta; vjerojatno jedan od najčešćih i najpoznatijih kirurških instrumenata, koji su bili ikad pronađeni.
- 'Kellyjev šav' [21] - Sprava za popravak vrata mokraćnog mjehura, da bi popravili stresno izlaženje urina.

## Vanjske poveznice
- Kelly-evangelical Christian  Arhivirana inačica izvorne stranice od 23. prosinca 2015. (Wayback Machine)
- Howard Kelly establishes gynecologic brachytherapy in the United States. This article was first presented at the 2008 annual meeting of the American Brachytherapy Society.
- Howard Atwood Kelly  (Scientist 1858 – 1943)
- University Archives Digital Image Collection – Founder of Kensington Hospital in Philadelphia - Kellyjeve fotografije  Arhivirana inačica izvorne stranice od 23. prosinca 2015. (Wayback Machine)
- Dr Howard Atwood Kelly / The four doctors From John Singer Sargent (1907) *1858+1925

### Poveznice u vezi s pričom o mlijeku
- A famous glass of milk – Birth Story, Caesarean section (carski rez)  Arhivirana inačica izvorne stranice od 23. prosinca 2015. (Wayback Machine)
- The milk of human kidness – partly true – kritička ocjena anegdote o čaši mlijeka
- Inspirational stories
- A Doctor Pays It Forward To A Kind Woman Who Once Gave Him A Glass Of Milk By Elyse Wanshel
- The power of kindness by Mac Anderson  Arhivirana inačica izvorne stranice od 23. prosinca 2015. (Wayback Machine)